# Halapur, Manvi
Halapur là một làng thuộc tehsil Manvi, huyện Raichur, bang Karnataka, Ấn Độ.